# 본 브라운 센터
본 브라운 센터(영어: Von Braun Center)는 미국 앨라배마주 헌츠빌에 위치한 실내 경기장이다. 현재 SPHL 헌츠빌 하보크의 홈경기장으로 사용하고 있으며, 과거 D-리그 헌츠빌 플라이트와 CHL 헌츠빌 채늘 캐츠와 헌츠빌 블래스트의 홈경기장으로 사용했다.